# Rolando Villalobos
Rolando Villalobos Chacón (San José; 25 de julio de 1953) es un futbolista y entrenador costarricense retirado. Hizo su debut con Costa Rica en un juego amistoso el 6 de agosto de 1972 contra México y reunió un total de nueve partidos.

## Trayectoria
Apodado el Cadáver, después de pasar por las categorías inferiores, hizo su debut absoluto con el Alajuelense el 9 de mayo de 1971 contra su rival Saprissa y marcó su primer gol el 12 de abril de 1972 contra el Ramonense.
También tuvo una temporada en Guatemala y jugó para Deportivo México, San Carlos, Municipal Curridabat y Saprissa. Se retiró en este último en 1988, su último partido fue el 12 de mayo de ese año contra su primer club Alajuelense.

## Trayectoria como entrenador
Ha dirigido a los cuatro grandes clubes de Costa Rica, así como la selección nacional en dos ocasiones. Fue asistente de Bora Milutinović en la Copa Mundial de la FIFA 1990.
Fue nombrado director deportivo de Cartaginés en mayo de 2012 y en enero de 2014 dimitió como director deportivo de Puntarenas.

## Clubes

### Como jugador
| Club                        | País       | Año       |
| --------------------------- | ---------- | --------- |
| Alajuelense                 | Costa Rica | 1971-1982 |
| Deportivo México (cesión)   | Costa Rica | 1978      |
| San Carlos (cesión)         | Costa Rica | 1980      |
| Saprissa                    | Costa Rica | 1982-1985 |
| Juventud Retalteca (cesión) | Guatemala  | 1983      |
| Municipal Curridabat        | Costa Rica | 1985-1986 |
| Saprissa                    | Costa Rica | 1986-1988 |

### Como entrenador
| Club              | País       | Año       |
| ----------------- | ---------- | --------- |
| Costa Rica        | Costa Rica | 1991      |
| Saprissa          | Costa Rica | 1991-1992 |
| Turrialba         | Costa Rica | 1992-1993 |
| Herediano         | Costa Rica | 1993-1994 |
| Cartaginés        | Costa Rica | 1995-1996 |
| Costa Rica sub-23 | Costa Rica | 1997      |
| Costa Rica        | Costa Rica | 1998      |
| Cartaginés        | Costa Rica | 2001-2002 |
| Universidad       | Costa Rica | 2004-2005 |
| Alajuelense       | Costa Rica | 2006      |

## Palmarés

### Como jugador
| Título           | Equipo      | País       | Año  |
| ---------------- | ----------- | ---------- | ---- |
| Primera División | Alajuelense | Costa Rica | 1971 |
| Torneo de Copa   | Alajuelense | Costa Rica | 1974 |
| Torneo de Copa   | Alajuelense | Costa Rica | 1977 |
| Primera División | Saprissa    | Costa Rica | 1982 |

### Como entrenador
| Título                       | Equipo     | Sede       | Año  |
| ---------------------------- | ---------- | ---------- | ---- |
| Copa de Naciones de la Uncaf | Costa Rica | Costa Rica | 1991 |